# Serjania bahiana
Serjania bahiana är en kinesträdsväxtart som beskrevs av M.S. Ferrucci. Serjania bahiana ingår i släktet Serjania och familjen kinesträdsväxter. Inga underarter finns listade i Catalogue of Life.